# Desa Wlahar (administrativ by i Indonesien, lat -7,47, long 109,08)
Desa Wlahar är en administrativ by i Indonesien.   Den ligger i provinsen Jawa Tengah, i den västra delen av landet, 280 km sydost om huvudstaden Jakarta.